# Camponotus nylanderi
Camponotus nylanderi é uma espécie de inseto do gênero Camponotus, pertencente à família Formicidae.